# Rozove, Bahciîsarai
Rozove (în ucraineană Розове) este un sat în comuna Aromatne din raionul Bahciîsarai, Republica Autonomă Crimeea, Ucraina.

## Demografie
Componența lingvistică a localității Rozove
     Rusă (100%)
Conform recensământului din 2001, toată populația localității Rozove era vorbitoare de rusă (100%).